# Chico Buarque
Francisco Buarque de Hollanda (Rio de Janeiro, 1944. június 19.–), közismertebb nevén Chico Buarque, brazil énekes-dalszerző, gitáros, zeneszerző, drámaíró, író és költő. Leginkább a zenéjéről ismert, amely gyakran tartalmaz társadalmi, gazdasági és kulturális gondolatokat Brazíliáról.
Sérgio Buarque de Hollanda elsőszülött fia, Buarque gyermekkora során több helyen élt, javarészt Rio de Janeiróban, São Paulóban és Rómában. Gyermekként tanult irodalmat, valamint Tom Jobim és João Gilberto bossa nova kompozícióin keresztül ismerkedett a zeneművészettel. Az 1960-as években énekesként és gitárosként lépett fel, valamint írt egy színdarabot is, amelyet az akkori brazil katonai diktatúra veszélyesnek ítélt. Buarque-t több Tropicalist és MPB zenésszel együtt a brazil katonai kormány megfenyegette, ezért végül 1969-ben elhagyta Brazíliát és Olaszországba költözött. 1970-ben azonban visszatért Brazíliába, és folytatta munkáját: zenei, irodalmi műveket írt és fellépett, bár műveinek nagy része a kormányzati cenzúra áldozatául esett. Az 1980-as években több albumot adott ki, a 90-es és 2000-es években három regénye jelent meg.
2019-ben Buarque elnyerte a Camões-díjat, a portugál nyelvű irodalom legfontosabb kitüntetését.

## A kezdetek, pályafutása
Értelmiségi családból származott – apja, Sérgio Buarque de Holanda ismert történész, szociológus és újságíró volt, édesanyja, Maria Amélia Cesário Alvim festő és zongoraművész. Testvérei Miúcha, énekesnő és Ana de Hollanda, politikus. Gyerekkorában lenyűgözte a bossa nova zenei stílusa, különösen Tom Jobim és João Gilberto munkái. Az írás is érdekelte, első novelláját 18 évesen írta  és tanulmányozta az európai irodalmat, szintén fiatalon. Azonban a legjobban a labdarúgás érdekelte, amit négy évesen kezdett és még a 60-as éveiben is rendszeresen játszott. Gyermekkorában Rio de Janeiróban, São Paulóban és Rómában élt.
Mielőtt zenész lett volna, Buarque előbb építészetet tanult a São Paulo-i Egyetemen, de ez nem vezetett karrierhez, ugyanis Buarque gyakran kihagyta az órákat.

Chico Buarque a TV Rióban, 1967. Brazília Nemzeti Levéltára

Zenészként és zeneszerzőként 1964-ben debütált a nyilvánosság előtt, gyorsan építve hírnevét zenei fesztiválokon és televíziós varietékon, amikor elterjedt a bossa nova, és Nara Leão felvette három dalát. A névadó debütáló albuma jó példája volt jövőbeli munkásságának, fülbemászó szambákkal, amelyeket leleményes szójáték és a nosztalgikus tragédia mögöttes áramlata jellemez. Buarque 1966-ban írta első slágerét, az " A Banda " című dalt egy felvonuló zenekarról, és hamarosan több kislemezt is kiadott. Bár a bossa novát játszotta, karrierje során a szamba és a Música popular brasileira stílusokban is széles körben alkotott. Ennek ellenére Buarque-t két akkori vezető zenész, Caetano Veloso és Gilberto Gil kritizálta, mivel úgy gondolták, hogy zenei stílusa túlságosan konzervatív. Buarque 1968-ban írt és komponált egy egzisztenciális témájú darabot, a Roda Vivát ("Élő kör"), amelyet azonban a katonai kormány nézett rossz szemmel, és Buarque rövid börtönbüntetést töltött emiatt. 1970-ben 18 hónapra elhagyta Brazíliát és Olaszországba költözött, majd 1972-ben visszatért, hogy megírja első regényét, amely nem vált a cenzúra áldozatává.

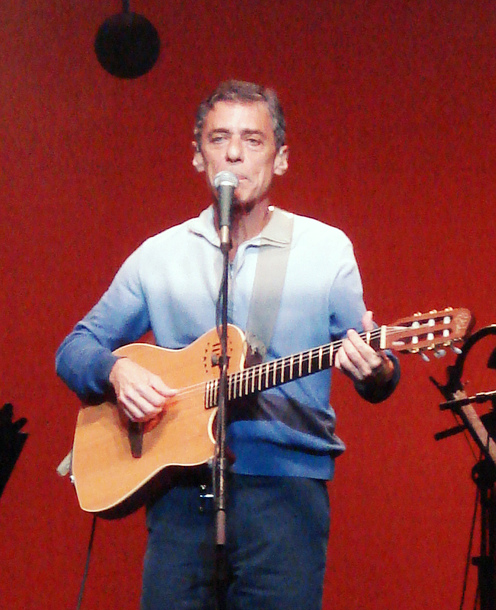
Chico Buarque egy fellépésen 2007-ben

Ekkor készült el az alig burkoltan tiltakozó kislemeze is, az "Apesar de Você" – utalva a katonai diktatúrára. A lemezt a katonai cenzor figyelmen kívül hagyta, és a demokratikus mozgalom fontos himnuszává vált. Miután több mint 100 000 példányt adtak el, a kislemezt végül cenzúrázták, és eltávolították a piacról. 1974-ben egy ponton a cenzorok betiltottak minden olyan dalt, amelyet Chico Buarque írt. Ezután álnéven "Julinho da Adelaide"-nek adta ki magát. Kiegészítve élettörténetével és újságoknak adott interjúkkal. Julinho da Adelaide  olyan dalokat írt, mint a "Jorge Maravilha" és az "Acorda amor", mielőtt megjelent a Jornal do Brasil híradóban. Buarque írt egy színdarabot is Calabar címmel, a tizenhetedik századi holland brazíliai invázióról, párhuzamot vonva a katonai rezsimmel. A cenzúra ellenére az olyan dalok, mint a "Samba de Orly" (1970), az "Acorda amor" (1974, Julinho da Adelaide néven) mutatták meg Buarque folyamatos ellenállását a katonai rezsimmel.
Az 1970-es és 1980-as években filmesekkel, drámaírókkal és zenészekkel működött együtt a diktatúra elleni további tiltakozó munkákban. Buarque az 1983-as nicaraguai Concert for Peace rendezvényt tartotta alkalmas fórumnak erős politikai nézeteinek hangoztatására. Az évtized során számos dalát Brazília újrademokratizálódásának leírására alkotta meg. A Concert for Peace in Nicaragua egyike volt a "Közép-amerikai békekoncertek" néven ismert koncertsorozatnak. Ezeken a koncerteken különböző latin-amerikai művészek léptek fel. A korszakot sújtó politikai zűrzavar Buarque számos dalában kifejeződött. Később megírta a Budapeste című regényt, amely országos kritikai elismerést váltott ki, és elnyerte a Prêmio Jabutit, a Man Booker-díjhoz hasonló brazil irodalmi díjat.
2017-es Caravanas című albumát az év 3. legjobb brazil albumának választotta a Rolling Stone brazil kiadása.

## "Cálice"
Az 1964-es brazil katonai puccs után Buarque rejtélyes analógiákkal és szójátékkal elkerülte a cenzúrát, például a „Cálice” című dalában, amely egy 1973-ban Gilberto Gillel közösen írt duett, amelyet Milton Nascimentóval 1978-ban adtak ki. A dal kihasználja a portugál imperatívusz cale-se („fogd be”) és a cálice ("kehely") homofóniáját, és a kormányzati cenzúra ellen tiltakozik, mindezt Jézus Gecsemáné-imájának evangéliumi narratívájaként álcázza. A Quero cheirar fumaça de óleo diesel („dízelfüstöt akarok szippantani”) sor Stuart Angel politikai fogoly halálára utal, akinek a hírek szerint egy dzsip kipufogócsövére tapadt a szája egy kínzás során. Buarque közel állt Stuart anyjához, Zuzu Angelhez.

## Díjak és elismerések
- 2010. évi São Paulo-i irodalmi díj – a Leite Derramado bekerült "Az év legjobb könyve" kategóriába [24]
- 2013-as Casa de las Américas-díj A kiömlött tej című művéért (Leche derramada, Leite derramado), a narratív fikció nyertese.
- 2019-es Camões-díj.[25]

## Diszkográfia
- 1966: Chico Buarque de Hollanda (Vol. 1)
- 1966: Morte e Vida Severina
- 1967: Chico Buarque de Hollanda (Vol. 2)
- 1968: Chico Buarque de Hollanda (Vol. 3)
- 1969: Umas e outras – compacto
- 1969: Chico Buarque na Itália
- 1970: Apesar de você
- 1970: Per un pugno di samba
- 1970: Chico Buarque de Hollanda (Vol. 4)
- 1971: Construção
- 1972: Quando o carnaval chegar
- 1972: Caetano e Chico – juntos e ao vivo
- 1973: Chico canta, mildly edited by the censors of the Brazilian military government both in lyrics and title, it was originally called "Chico Canta Calabar".
- 1974: Sinal fechado
- 1975: Chico Buarque & Maria Bethânia ao vivo
- 1976: Meus caros amigos
- 1977: Cio da Terra compacto
- 1977: Os saltimbancos
- 1977: Gota d'água
- 1978: Chico Buarque
- 1979: Ópera do Malandro
- 1980: Vida
- 1980: Show 1º de Maio compacto
- 1981: Almanaque
- 1981: Saltimbancos trapalhões
- 1982: Chico Buarque en espanhol
- 1983: Para viver um grande amor
- 1983: O grande circo místico
- 1984: Chico Buarque (Vermelho)
- 1985: O Corsário do rei
- 1985: Ópera do Malandro
- 1985: Malandro
- 1986: Melhores momentos de Chico & Caetano
- 1987: Francisco
- 1988: Dança da meia-lua
- 1989: Chico Buarque
- 1990: Chico Buarque ao vivo Paris le Zenith
- 1993: Para Todos
- 1995: Uma palavra
- 1997: Terra
- 1998: As cidades
- 1998: Chico Buarque da Mangueira
- 1999: Chico ao vivo
- 2001: Chico e as cidades (DVD)
- 2001: Cambaio
- 2002: Chico Buarque – Duetos
- 2003: Chico ou o país da delicadeza perdida (DVD)
- 2005: Meu Caro Amigo (DVD)
- 2005: A Flor da Pele (DVD)
- 2005: Vai passar (DVD)
- 2005: Anos Dourados (DVD)
- 2005: Estação Derradeira (DVD)
- 2005: Bastidores (DVD)
- 2006: O Futebol (DVD)
- 2006: Romance (DVD)
- 2006: Uma Palavra (DVD)
- 2006: Carioca (CD + DVD with the documentary Desconstrução)
- 2007: Carioca Ao Vivo
- 2011: Chico Buarque
- 2012: Na Carreira (DVD)
- 2017: Caravanas
- 2018: Caravanas – Ao vivo

## Egyéb művei
| Könyvek - 1966: A Banda (Songbook) - 1974: Fazenda Modelo - 1979: Chapeuzinho Amarelo - 1981: A Bordo do Rui Barbosa - 1991: Estorvo - 1995: Benjamin - 2003: Budapeste - 2009: Leite Derramado - 2014: O Irmão Alemão - 2019: Essa Gente - 2021: Anos de Chumbo | Plays - 1967/8: Roda Viva - 1973: Calabar (coauthored with Ruy Guerra) - 1975: Gota d'água - 1978: Ópera do Malandro (John Gay Koldusoperáján és Bertolt Brecht Háromgarasos operáján alapul) - 1983: O Grande Circo Místico | Film - 1972: Quando o carnaval chegar (coauthor) - 1983: Para viver um grande amor (coauthor) - 1985: Ópera do Malandro - 2009: Budapeste (based on his book) |

### Magyarul
- Budapest. Regény; ford. Pál Ferenc; Athenaeum 2000, Budapest, 2005